# Дженна Джонсон
Дженна Джонсон (англ. Jenna Johnson, 11 вересня 1967) — американська плавчиня.
Олімпійська чемпіонка 1984 року.
Призерка Чемпіонату світу з водних видів спорту 1986 року.
Переможниця Пантихоокеанського чемпіонату з плавання 1985, 1987, 1989 років.
Переможниця літньої Універсіади 1985 року.